# John McDermott (scheidsrechter)
John McDermott (1 november 1956) is een voormalig voetbalscheidsrechter uit Ierland. Hij floot diverse interlands gedurende zijn carrière.

## Interlands
| Datum            | Wedstrijd                      | Uitslag | Competitie        | Kreeg geel | Kreeg voor de tweede keer geel en dus rood | Weggestuurd |
| ---------------- | ------------------------------ | ------- | ----------------- | ---------- | ------------------------------------------ | ----------- |
| 29 maart 1997    | Albanië – Oekraïne             | 0 – 1   | WK-kwalificatie   | 4          | 0                                          | 0           |
| 18 november 1998 | San Marino – Cyprus            | 0 – 1   | EK-kwalificatie   | 7          | 0                                          | 0           |
| 29 maart 2000    | Portugal – Denemarken          | 2 – 1   | Vriendschappelijk | 2          | 0                                          | 0           |
| 6 juni 2001      | Letland – Kroatië              | 0 – 1   | WK-kwalificatie   | 4          | 0                                          | 1           |
| 7 oktober 2001   | Bosnië en Her. – Liechtenstein | 5 – 0   | WK-kwalificatie   | 1          | 1                                          | 0           |